# Vilaça (Braga)
Vilaça ist ein Ort und eine ehemalige Gemeinde (Freguesia) im Norden Portugals.

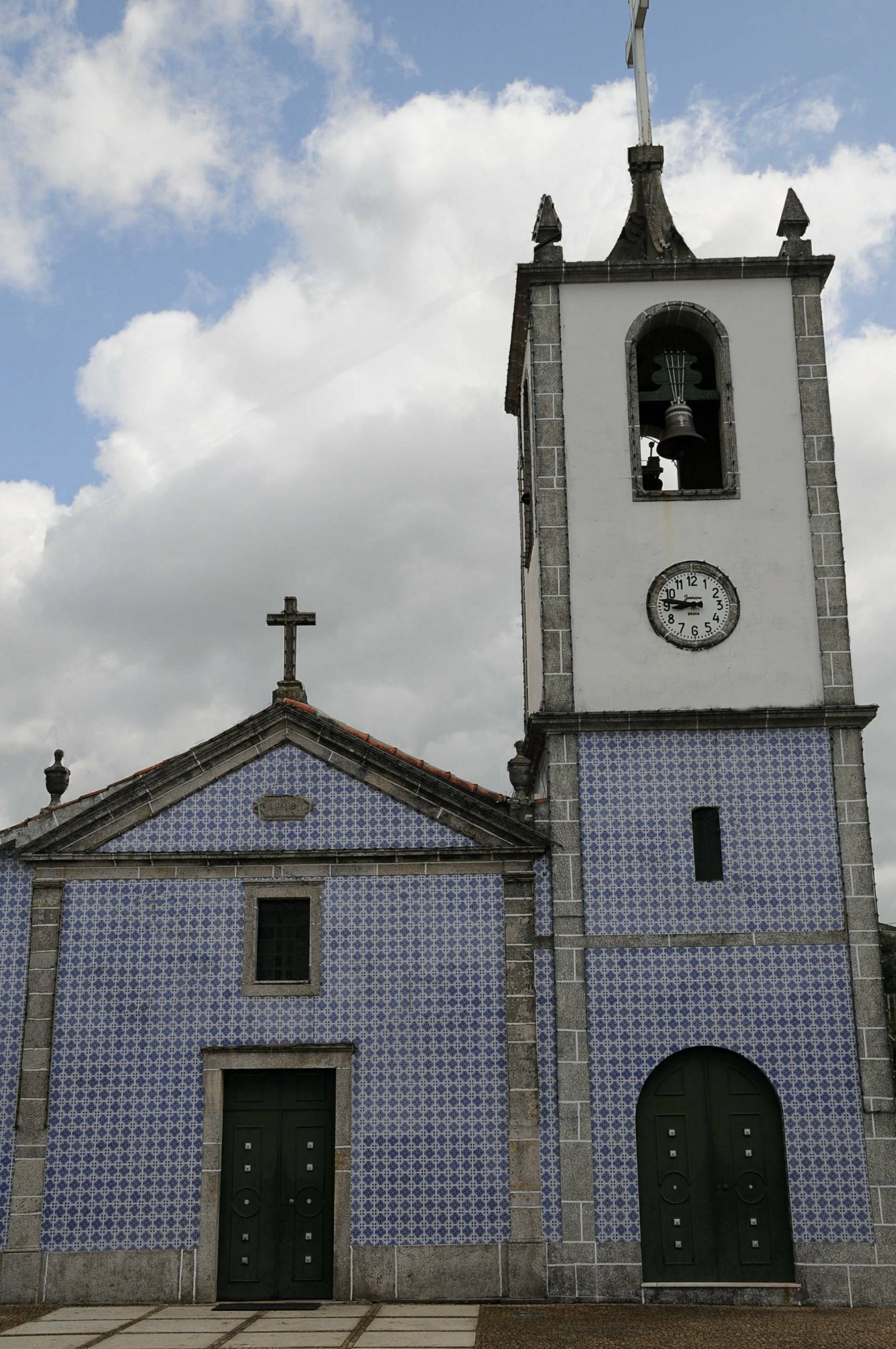
Kirche von Vilaça

Vilaça gehört zum Kreis Braga im gleichnamigen Distrikt Braga. Die Gemeinde hatte eine Fläche von 1,57 km² und 793 Einwohner (Stand 30. Juni 2011).
Am 29. September 2013 wurden die Gemeinden Vilaça und Fradelos zur neuen Gemeinde União das Freguesias de Vilaça e Fradelos zusammengeschlossen. Vilaça ist Sitz dieser neu gebildeten Gemeinde.